# Naumburská dohoda (1554)

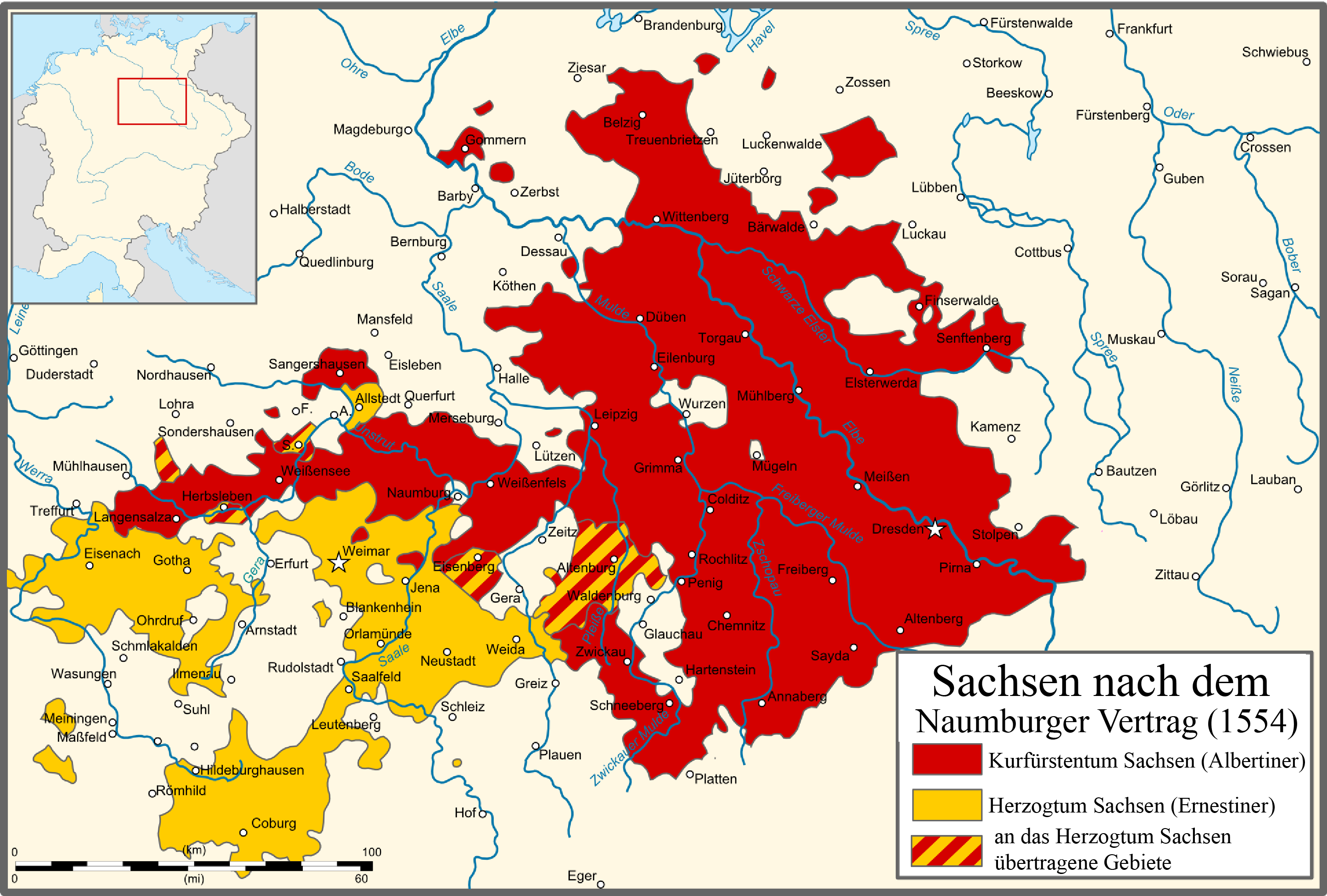
Územní změny vyvolané Naumburskou dohodou. Červeně albertinská území, žlutě ernestinská území, šrafovaně panství odstoupená Albertiny ve prospěch Ernestinů.

Naumburská dohoda (německy Naumburger Vertrag), uzavřená v durynském Naumburgu 24. února 1554, představovala nové uspořádání územních a majetkových poměrů saských wettinských zemí a rodinné vypořádání mezi rodovými větvemi wettinských Ernestinů a Albertinů. Obsahem dohody bylo především jisté zmírnění podmínek Wittenberské kapitulace, velmi tvrdých vůči větvi Ernestinů. Dohodu spolu uzavřeli kurfiřt August Saský z rodu Albertinů s ernestinskými vévody, vládnoucími v Durynsku, Johannem Fridrichem II. prostředním, Johannem Wilhelmem a Johannem Fridrichem III. nejmladším. K dohodě se záhy připojil i otec všech tří vévodů, bývalý ernestinský kurfiřt, Johann Fridrich I. Velkomyslný.

## Kořeny dohody
Bývalý saský kurfiřt z větve Ernestinů, Johann Fridrich I. , se musel po prohrané Šmalkaldské válce vydat na milost císaři Karlu V. a souhlasit s podmínkami tzv. Wittenberské kapitulace, která Johanna Fridricha připravila o kurfiřtský titul, území, na nějž byl vázán, takzvaný Kurfiřtský kraj (německy Kurkreis), a o řadu dalších držav. Kromě toho musel zajatý kurfiřt strávit pět let v zajetí, z něhož ho vysvobodila až tzv. Pasovská dohoda z r. 1552. Ztracená kurfiřtská hodnost a většina odstoupených území, včetně Kurfiřtského kraje, přešly na kurfiřtova příbuzného, saského vévodu Mořice z rodové větve Albertinů, který vládl v Míšeňsku a sídlil v Drážďanech. Odstoupení kurfiřtské hodnosti a území bylo v rámci rodiny potvrzeno tzv. Asekurační dohodou z 26. června 1547. Po smrti nového kurfiřta Mořice a nástupu jeho bratra Augusta na trůn, jakož i po propuštění bývalého kurfiřta ze zajetí, se otevřela možnost k novému vypořádání mezi Ernestiny a Albertiny. Ačkoli je kurfiřt August obecně považován za smířlivějšího než jeho starší bratr Mořic, vedly ho k podepsání dohody i sobecké důvody. I když bylo přenesení kurfiřtského titulu z Ernestinů na Albertiny zapříčiněno nepochybnou zradou Johanna Fridricha Velkomyslného, spáchanou na císaři a jakkoli bylo toto přenesení právně potvrzeno císařem i říšským sněmem, saská zemská šlechta na věc přesto nahlížela jako na „albertinskou uzurpaci“ a potomci sesazeného kurfiřta stále doufali v odplatu a revizi. Kurfiřt August proto chtěl dát svému úřadu punc plné legitimity.

## Obsah
Kurfiřt August odstoupil Ernestinům okresy Altenburg, Eisenberg, Sachsenburg a také Herbesleben, ten ovšem s výjimkou města Tennstedt, dále pak města Auma, Neustadt, Pößneck a Triptis a statky sekularizovaných klášterů Volkenroda a Oldisleben. K tomu vyplatil August Ernestinům 100 000 zlatých. Ernestini za to rezignovali za sebe i potomky na jakékoli další nároky vůči Albertinům i na kurfiřtskou důstojnost. Bývalému ernestinskému kurfiřtovi přiznávala dohoda doživotní užívání císařem potvrzeného titulu „rozený kurfiřt“. Johann Fridrich ovšem zemřel již 3. března 1554, pouhý jeden den poté, co se k dohodě, uzavřené dosud za ernestinskou stranu jen jeho syny, připojil. Většina území, s výjimkou bývalého kláštera Oldisleben a okresu Herbesleben, patřila k državám odňatým Ernestinům po Wittenberské kapitulaci.

## Důsledky
Naumburskou dohodou se podařilo legitimizovat důsledky Wittenberské kapitulace v očích saské šlechty. Touha po odplatě Ernestinů ale nezmizela, jak to ukázal tzv. Grumbachův handl z r. 1567, jehož, pro ernestinskou stranu nepříznivý výsledek, byl definitivně zpečetěn naplněním litery Smlouvy z Kahly v r. 1660. Přestože Ernestinové dávali nadále nové kurfiřtské větvi Wettinů najevo své nepřátelství, jejich slábnoucí vliv, vyvolaný také neustálým dělením jejich nevelkých držav, která bylo zahájeno v r. 1572, měl za následek, že toto nepřátelství nepředstavovalo pro saské kurfiřty větší nesnáz.